# NGC 5289
NGC 5289 ist eine Balkenspiralgalaxie vom Hubble-Typ SBab im Sternbild Jagdhunde und 116 Millionen Lichtjahre von der Milchstraße entfernt.
Sie wurde am 9. April 1787 von Wilhelm Herschel mit einem 18,7-Zoll-Spiegelteleskop entdeckt, der sie dabei mit „F, E in the parallel, miniature of I.170“ beschrieb.